# 布萊斯·梅福德
布萊斯·梅福德（英語：Bryce Mefford，1998年10月3日—）是一名出生於美國加利福尼亞州的游泳運動員，曾經獲得2019年夏季世界大學運動會游泳比賽男子100米仰泳第五名。

## 外部連結
- 布萊斯·梅福德的X（前Twitter）
- 布萊斯·梅福德的Instagram帳戶